# Maagoe Peak
Maagoe Peak är en bergstopp i Antarktis. Den ligger i Västantarktis. Chile gör anspråk på området. Toppen på Maagoe Peak är 1 850 meter över havet, eller 293 meter över den omgivande terrängen. Bredden vid basen är 2,7 km.
Terrängen runt Maagoe Peak är varierad. Trakten är obefolkad. Det finns inga samhällen i närheten.